# Georg Åkerlöf
Karl Georg Alfred Åkerlöf, född 10 februari 1866 i Stockholm, död 31 augusti 1948 i Dala-Husby, Kopparbergs län, var en svensk stationsskrivare, målare och skulptör.
Han var son till snickarmästaren Reinhold Åkerlöf och Mina Sandström och från 1865 gift med Mina Gustafsson Baltzar samt far till Constance Åkerlöf. Vid sidan av sitt arbete var Åkerlöf en mycket produktiv konstnär. Hans bildkonst består av landskapsmålningar och porträtt, som skulptör skar han sniderier på praktmöbler och porträttreliefer i trä. Som kopist var han anlitad av Nationalmuseum för att måla kopior av bland annat Jordaens, Liljefors, Zorn och Boucher. Åkerlöf är representerad med ett par landskapsmålningar vid Sabbatsbergs sjukhus och Tekniska museet i Stockholm.